# Chirixalus dudhwaensis
Chirixalus dudhwaensis  là một loài ếch trong họ Rhacophoridae. Chúng được tìm thấy ở Ấn Độ và có thể cả Nepal.
Các môi trường sống tự nhiên của chúng là các khu rừng ẩm ướt đất thấp nhiệt đới hoặc cận nhiệt đới, vùng đất ẩm có cây bụi nhiệt đới hoặc cận nhiệt đới, đồng cỏ nhiệt đới hoặc cận nhiệt đới vùng ngập nước hoặc lụt theo mùa, đầm nước, và đầm nước ngọt.